# Ричмонд-Гайтс (Огайо)
Ричмонд-Гайтс (англ. Richmond Heights) — місто (англ. city) в США, в окрузі Каягога штату Огайо. Населення — 10 801 особа (2020).

## Географія
Ричмонд-Гайтс розташований за координатами 41°33′38″ пн. ш. 81°30′28″ зх. д. / 41.56056° пн. ш. 81.50778° зх. д. (41.560646, -81.507700).  За даними Бюро перепису населення США в 2010 році місто мало площу 11,51 км², з яких 11,49 км² — суходіл та 0,02 км² — водойми.

## Демографія
Згідно з переписом 2010 року, у місті мешкало 10 546 осіб у 4766 домогосподарствах у складі 2812 родин. Густота населення становила 916 осіб/км².  Було 5370 помешкань (467/км²).
Расовий склад населення:
| - 48,5 % — білих - 44,9 % — чорних або афроамериканців - 4,3 % — азіатів - 0,1 % — корінних американців |

До двох чи більше рас належало 1,8 %. Частка іспаномовних становила 1,8 % від усіх жителів.
За віковим діапазоном населення розподілялося таким чином: 18,4 % — особи молодші 18 років, 61,1 % — особи у віці 18—64 років, 20,5 % — особи у віці 65 років та старші. Медіана віку мешканця становила 46,1 року. На 100 осіб жіночої статі у місті припадало 81,5 чоловіків;  на 100 жінок у віці від 18 років та старших — 77,8 чоловіків також старших 18 років.
Середній дохід на одне домашнє господарство  становив 58 918 доларів США (медіана — 48 272), а середній дохід на одну сім'ю — 72 391 долар (медіана — 66 161). Медіана доходів становила 47 599 доларів для чоловіків та 41 440 доларів для жінок. За межею бідності перебувало 10,6 % осіб, у тому числі 16,4 % дітей у віці до 18 років та 6,0 % осіб у віці 65 років та старших.
Цивільне працевлаштоване населення становило 5309 осіб. Основні галузі зайнятості: освіта, охорона здоров'я та соціальна допомога — 29,4 %, виробництво — 11,9 %, роздрібна торгівля — 10,1 %, мистецтво, розваги та відпочинок — 9,8 %.